# عین الباشا
عین الباشا (به عربی: عین الباشا) یک منطقهٔ مسکونی در اردن است که در استان بلقاء واقع شده‌است.